# Peter Schlütter
Peter Schlütter (ur. 25 listopada 1893 w Kopenhadze, zm. 6 kwietnia 1959 tamże) – duński żeglarz, olimpijczyk, zdobywca srebrnego medalu w regatach na letnich igrzyskach olimpijskich w 1928 roku w Amsterdamie.

## Kariera sportowa
Na Letnich Igrzyskach Olimpijskich 1928 zdobył srebro w żeglarskiej klasie 6 metrów. Załogę jachtu Hi-Hi tworzyli również Vilhelm Vett, Niels Otto Møller i Aage Høy-Petersen.